# Testa o croce
Pour les articles homonymes, voir Testa o croce.
Pour plus de détails, voir Fiche technique et Distribution.
Testa o croce est un film de comédie italien écrit et réalisé par Nanni Loy et sorti en 1982. 
Le film est composé de deux histoires consécutives qui traitent de deux thèmes « tabous », le célibat du clergé dans l'épisode avec Renato Pozzetto et l'homosexualité dans celui avec Nino Manfredi,.

## Fiche technique
Sauf indication contraire, les informations mentionnées dans cette section peuvent être confirmées par la base de données cinématographiques IMDb,  présente dans la section « Liens externes ».
- Titre original : Testa o croce
- Réalisation : Nanni Loy
- Scénario : Franco Ferrini, Nanni Loy, Nino Manfredi, Enrico Oldoini, Renato Pozzetto
- Photographie : Claudio Cirillo
- Montage : Franco Fraticelli
- Musique : Carlo Rustichelli, Paolo Rustichelli
- Production :
- Sociétés de production :
- Pays de production : Italie
- Langue originale : italien
- Format : couleur
- Genre : comédie
- Durée : 104 minutes
- Dates de sortie[3] :
  - Italie : 26 décembre 1982 (Milan)

## Distribution
Sauf indication contraire, les informations mentionnées dans cette section peuvent être confirmées par la base de données cinématographiques IMDb,  présente dans la section « Liens externes ».

### Segment:Il figlio del Beduino(le fils du bédouin)
- Nino Manfredi : le bédouin
- Ida Di Benedetto : Stefania
- Leo Gullotta : Walter
- Claudio Aliotti : Marco
- Maurizio Micheli : Dottore Asl
- Franco Diogene : Team Manager
- Paolo Stoppa : Nonno (le grand-père)
- Marina Casali : Marina

### Segment:La pecorella smarrita
- Renato Pozzetto : Don Emidio / Padre Remigio
- Mara Venier : Teresa
- Giovanni Frezza : Silvano
- Mario Bernardi : Vecchio sacerdote
- Mario Cei : Giovane sacerdote (Don Ugo)
- Carla Monti : Madre di Remigio
- Giorgio Biavati : Conoscente di Teresa
- Vittorio De Bisogno : Traumatologo
- Isabella Rocchietta : La bambina con la bottiglia sul treno

### Divers
- Daniele Giarratana

## Récompenses et distinctions
Sauf indication contraire, les informations mentionnées dans cette section peuvent être confirmées par la base de données cinématographiques IMDb,  présente dans la section « Liens externes ».
- Globe d'or du meilleur acteur 1984 pour Nino Manfredi[4].